# Харківська державна академія культури
Харківська державна академія культури (ХДАК) — заклад вищої освіти загальнодержавної форми власності, підпорядкований Міністерству культури України. ХДАК створена постановою Кабінету Міністрів України від 8 червня 1998 р. за № 818 на базі ліквідованого Харківського державного інституту культури, який був першим вищим навчальним закладом такого типу в Україні (Рішення Раднаркому України від 10.09.1929, протокол № 41/645). Свідоцтво про державну реєстрацію ХДАК було видане виконавчим комітетом Харківської міської ради за № 079438 від 27.07.1998. ХДАК внесена до Державного реєстру навчальних закладів України загальнодержавної форми власності і здійснює освітню діяльність на підставі ліцензії Міністерства освіти і науки України АВ № 529688 від 26.08.2010.

## Історія
9 березня 1928 року на засіданні правління Харківського інституту народної освіти було заслухано й обговорено доповідну записку факультету політичної освіти про необхідність перетворення останнього в самостійний інститут. Майже через рік 10 вересня 1929 року факультет було реорганізовано в інститут політичної освіти. До нього зараховано 140 студентів.
У серпні 1930 року інститут отримав назву Харківський інститут комуністичної освіти, а ще за рік — Всеукраїнський інститут комуністичної освіти. В його складі було сім факультетів: бібліотечний, книгопоширення, шкільно-курсовий, музейний, екскурсійний (туристичний), атеїстичний, агітмасовий.
У липні 1935 року інститут було перетворено в Український бібліотечний інститут, який складався з факультету підготовки працівників масових бібліотек та факультету підготовки працівників бібліотек для дітей. У середині 1939 року Всесоюзний комітет у справах вищої школи затвердив Статут Харківського бібліотечного інституту, згідно з яким інститут одержав назву «державного».
Під час Німецько-радянської війни за рішенням комісаріату освіти інститут було евакуйовано Кзил-Орду Казахської РСР, де він працював там при Харківському державному університеті на правах окремого факультету. У червні 1947 року — Державний Бібліотечний інститут поновлює свою роботу в місті Харкові.
У вересні 1950 року в інституті було відкрито факультет культурно-освітньої роботи.
У 1964 році інститут реорганізовано у Харківський державний інститут культури (ХДІК).
У 1979 році, під час святкування 50-річчя інституту, Уряд нагородив ХДІК Грамотою Президії Верховної Ради України.
У 1990-ті роки створюються нові факультети: документознавства та інформаційної діяльності, бібліотекознавства та інформатики, культурології, народного музичного мистецтва, режисерсько-хореографічний, до і після вузівської підготовки, по роботі з іноземними студентами. 8 червня 1998 року за постановою Кабінету Міністрів України № 818 на базі ліквідованого Харківського державного інституту культури створено Харківську державну академію культури (ХДАК).

## Назва
- Харківський інститут політичної освіти (1929—1930).
- Харківський інститут комуністичної освіти (1930—1931).
- Всеукраїнський інститут комуністичної освіти (1931—1935).
- Український бібліотечний інститут (1935—1939).
- Харківський державний бібліотечний інститут (1939—1941, 1947—1964).
- Харківський державний інститут культури (1964—1998).
- Харківська державна академія культури (з 1998).

## Структура, спеціальності
Факультет культурології та соціальних комунікацій.
До складу факультету входять кафедри:
- кафедра музейно-туристичної діяльності;
- кафедра цифрових комунікацій та інформаційних технологій;
- кафедра психології, педагогіки та філології;
- кафедра культурології та медіакомунікацій;
- кафедра менеджменту культури та соціальних технологій.

Факультет музичного мистецтва.
До складу факультету входять кафедри:
- кафедра естрадного та народного співу;
- кафедра оркестрових інструментів;
- кафедра народних інструментів;
- кафедра теорії та історії музики;
- кафедра фортепіано;
- кафедра хорового диригування та академічного співу.

Факультет сценічного мистецтва.
До складу факультету входять кафедри:
- кафедра майстерності актора;
- кафедра режисури;
- кафедра музично-драматичного театру.

Факультет аудіовізуального мистецтва.
До складу факультету входять кафедри:
- кафедра кінотелережисури та сценарної майстерності;
- кафедра мистецтвознавства;
- кафедра телерепортерської майстерності;
- кафедра фотомистецтва та операторської майстерності.

Факультет хореографічного мистецтва.
До складу факультету входять кафедри:
- кафедра народної хореографії;
- кафедра сучасної та бальної хореографії;
- кафедра фізичної культури і здоров'я.

## Спеціалізовані вчені ради по захисту дисертацій
- Спеціалізована вчена рада Д 64.807.01 з правом присудження ступеня доктора наук зі спеціальності 26.00.01 — теорія та історія культури в галузі мистецтвознавства;
- Спеціалізована вчена рада Д 64.807.02 з присудження наукового ступеня доктора наук зі спеціальностей 27.00.02 — документознавство, архівознавство та 27.00.03 — книгознавство, бібліотекознавство, бібліографознавство в галузі соціальних комунікацій[11].

## Корпуси та кампуси
На балансі Академії утримується 5 навчальних корпусів та 2 гуртожитки. Навчальні аудиторії, лабораторії й кабінети розташовані в п'яти будинках, три з яких споруджені на початку XIX ст., а решта два — наприкінці XIX — на початку XX ст. Усі п'ять корпусів повністю пристосовані до навчальних потреб. Крім того, додаткові спеціалізовані хореографічні аудиторії, читальні зали й аудиторії для самостійної роботи студентів факультету музичного мистецтва з відповідним інструментарієм обладнані в нежитлових приміщеннях першого поверху гуртожитків академії. Навчальна площа будівель становить 12 432 кв. м, тобто 8 м² на одного студента.
Академія має два гуртожитки загальною площею 15311,7 м2, у яких мешкають іноземні та іногородні студенти. В Академії створена сучасна комп'ютерна база, репрезентована комп'ютерним центром, 13 навчальними лабораторіями (243 персональні ПЕОМ), комп'ютеризованою бібліотекою, які об'єднані в локальну мережу, що має вихід до internet по некомутованим телекомунікаційним каналам.
Науково-педагогічний персонал академії плідно працює над створенням власного інформаційно-освітнього середовища (електронних версій програмно-методичних комплексів).
У ХДАК виходять збірники наукових праць: «Вісник Харківської державної академії культури» і «Культура України» — фахові видання з культурології, мистецтвознавства, соціальних комунікацій.

## Люди
Ректори:
- Соловей Іван Прокопович (1929—1935).
- Тостоган Назар Васильович (1935—1936).
- Коломієць Григорій Федотович (1936—1937).
- Бондур Степан Петрович (1938—1940).
- Бабенко Антон Олександрович (1940—1941).
- Ковпик Федір Терентійович (1947—1952).
- Євсєєв Олександр Іванович (1952—1970).
- Оприщенко Анатолій Лаврентійович (1970—1989).
- Шейко Василь Миколайович (з 1989—2022);
- Рябуха Наталія Олександрівна (в. о. ректора з 2022 року)[13].

Відомі випускники:
- Волошин Євген Анатолійович (* 1987) — викладач вокалу та хоровий диригент.
- Ківшар Таїсія Іванівна (нар. 1947, випуск 1969) — український історик бібліотечної справи, книгознавець, бібліотекознавець, бібліограф, педагог. Заслужений працівник культури України, доктор історичних наук, професор.
- Тернавський Михайло Якович (1934—1998, випуск 1968) — український поет і перекладач.
- Колосова Наталія Феоктистівна (1932—2010) — український бібліограф, кандидат педагогічних наук, професор.
- Анна Гуляєва — українська кіноакторка.
- Рудиця Іван Григорович (1951—2017) — український музикант, культурний діяч, керівник народного хору «Веселі музики».
- Мавричев В'ячеслав Олегович — український журналіст, редактор, медіаменеджер. Кавалер ордена «За заслуги» III ступеня.
- Тетяна VLASNA (Власенко) — українська співачка, композиторка-піснярка, викладачка естрадного вокалу, педагогиня, музична керівниця, сценаристка, організаторка масових культурних заходів, естрадна режисерка-постановниця, лауреатка обласних і міжнародних мистецьких конкурсів.

Працюють чи працювали:
- Борис Ігор Олександрович (* 12.01.1952) — український режисер, театральний педагог.
- Відуліна Аліса Костянтинівна (1927—2022) — доцент, перша жінка-диригентка в Україні.
- Гордєєв Сергій Іванович (* 14.02.1948) — український режисер, театральний педагог.
- Давидова Ірина Олександрівна (* 24.08.1962) — українська фахівчиня в галузі соціальних комунікацій.
- Колногузенко Борис Миколайович (* 1948) — хореограф, професор, народний артист України.
- Кучин Павло Захарович (* 1949) — український театральний режисер, заслужений артист України.
- Кушнаренко Наталя Миколаївна (1950—2025) — науковиця в галузі документознавства, бібліотечного краєзнавства, бібліотечно-інформаційної діяльності.
- Осадча Віра Миколаївна (* 21.04.1952) — науковиця у галузі мистецтвознавства, фольклорист, музикознавець, кавалер ордена княгині Ольги III ступеня.
- Рибалко Світлана Борисівна (* 9.11.1962) — український мистецтвознавець, сходознавець, арт-критик.
- Скумін Віктор Андрійович — доктор наук, професор педагогіки і психології, громадський діяч, президент-засновник Міжнародного громадського Руху «До Здоров’я через Культуру».
- Соляник Алла Анатоліївна (* 17.06.1964) — українська бібліотекознавиця, фондознавиця, документологиня.
- Сташевська Інна Олегівна (* 6.11.1971) — українська скрипалька, науковиця, заслужений діяч мистецтв України.
- Шаша Костянтин Григорович (1929—2021) — оперний співак (тенор), Народний артист України.

## Творчі колективи
- Академічний хор (керівник — кандидат мистецтвознавства, доцент В. Г. Бойко, хормейстер — старший викладач В. В. Воскобойнікова, концертмейстер — Зуб Г. О.);
- Оркестр народних інструментів (художній керівник — лауреат міжнародних конкурсів, старший викладач О. В. Савицька, диригент — лауреат міжнародних конкурсів, старший викладач Н. В. Мельник);
- Естрадно-симфонічний оркестр (художній керівник — кандидат мистецтвознавства, доцент І. А. Гайденко, диригент — С. О. Горкуша);
- Камерний ансамбль «Academus» (керівник — старший викладач С. Ю. Романенко);
- Ансамбль народної музики «Стожари» (художній керівник — лауреат міжнародних конкурсів, старший викладач О. В. Савицька);
- Фольклористичний гурт «Фарби» (керівник — старший викладач Г. М. Бреславець);
- Фольклористичний гурт «Лада» (керівник — кандидат мистецтвознавства, доцент В. В. Осипенко);
- Інструментальне тріо «ЦимБанДо» (учасники колективу — лауреати всеукраїнських та міжнародних конкурсів, викладачі О. В. Савицька, Н. В. Мельник, К. С. Хітушко;
- Студентський театр естрадної пісні «СТЕП» (художній керівник — заслужена артистка України, доцент Л. В. Кудрич)[14];
- Театр народного танцю «Заповіт» (художній керівник та балетмейстер — Б. М. Колногузенко, балетмейстер-репетитор — К. В. Островська);
- Ансамбль сучасного танцю «ЕСТЕТ» (художній керівник та головний балетмейстер — Є. В. Янина-Ледовська, балетмейстер-репетитор Е. С. Самойлова);
- Ансамбль бального танцю Креатив (художні керівники — В. І. Меліхов, І. В. Жук)[15];
- Науково-навчальна лабораторія ЕКМАТЕДОС[16];
- Студентський естрадний театр «Академія»[17].

## Бібліотека
Бібліотека Харківської державної академії культури є структурним підрозділом, центром інформаційного забезпечення освітнього та науково-дослідного процесів закладу вищої освіти.
Книжковий фонд бібліотеки становить 299 935 примірників (2022), з них 186 389 — навчальна література. Має фонд рідкісних та цінних документів. У бібліотеці працює електронний каталог та 6 баз даних. У 2019 році створений інституційний репозитарій ХДАК з метою накопичення та зберігання в електронному вигляді повнотекстових текстів публікацій учених академії.

## Нагороди та репутація
- 1979 — грамота Президії Верховної Ради УРСР.
- 1999 — грамота Кабінету Міністрів України[19].
- 2004 — грамота Кабінету Міністрів України[20].
- 152-ге місце в рейтингу вищих навчальних закладів України у 2011 році «Топ-200 Україна» («Дзеркало тижня», № 20 від 04.06.2011[21]).
- 10-те місце у щорічному рейтингу ВНЗ «Компас» («Сегодня» від 16.05.2012).
- 9-те місце (серед ВНЗ культури, мистецтва, дизайну) у рейтингу найкращих ВНЗ України, складеному Інститутом інноваційних технологій і змісту освіти Міністерства освіти і науки, молоді і спорту України («Освіта України», № 26 від 25.06.2012.).

Місце академії в рейтингах ВНЗ України:
| Рейтинг         | 2006 | 2007 | 2008 | 2009 | 2010 | 2011 | 2012 |
| --------------- | ---- | ---- | ---- | ---- | ---- | ---- | ---- |
| Компас          | —    | 20   | 20   | 9    | 10   | 10   | 10   |
| Топ-200 Україна | 43   | 86   | 151  | 151  | 152  | 154  | 154  |